# Sara Shirpey
Sara Shirpey, född 3 april 1992 i Täby, är en svensk skådespelare.

## Biografi
Shirpey växte upp i Täby kommun. Efter en examen på Handelshögskolan i Stockholm ändrade hon riktning och gick 2017–2020 skådespelarprogrammet på Högskolan för scen och musik i Göteborg. Hon har haft flera engagemang vid Folkteatern i Göteborg och skulle ha medverkat i uppsättningen av Pappas födelsedag på Kulturhuset Stadsteatern, men uppsättningen kom inte till premiär på grund av Covidpandemin. År 2023 spelade hon huvudrollen i SVT:s thrillerserie Taelgia.
Shirpey vann i november 2022 Rising Star Award på Stockholms filmfestival.

## Filmografi i urval

### TV-roller
- 2017 – Paradise Planet (TV-serie)
- 2019 – Alex (TV-serie)
- 2020–2023 – Top Dog (TV-serie)
- 2022 – Lyckolandet (TV-serie)
- 2022 – En mot en (TV-serie)
- 2022 – Spelskandalen (TV-serie)
- 2022 – Handen på hjärtat (TV-serie)
- 2023 – Taelgia (TV-serie)

### Filmroller
- 2018 – Leyla
- 2019 – Iranian Kiss
- 2022 – Året jag slutade prestera och började onanera
- 2022 – UFO Sweden
- 2025 – Regnmannen
- 2026 – The Storm

## Teater

### Roller
| År   | Roll | Produktion                                                                                 | Regi          | Teater                   |
| ---- | ---- | ------------------------------------------------------------------------------------------ | ------------- | ------------------------ |
| 2024 |      | Like Lovers Do (Medusas memoarer) (Like Lovers Do (Memoiren der Medusa) ) Sivan Ben Yishai | Helle Rossing | Kulturhuset Stadsteatern |